# Cathédrale de Mondovi
La cathédrale Saint-Donat de Mondovi est une église catholique romaine de Mondovi, en Italie. Il s'agit de la cathédrale du diocèse de Mondovi.
L'édifice est dédié à saint Donat d'Arezzo (+ 362) depuis qu'en 1488, des reliques de ce saint évêque et martyr ont été apportées de sa ville de Toscane jusqu'à Mondovi. La translation des reliques de saint Donat à Mondovi est fêtée le 8 septembre. Le saint est également fêté le 7 août (date de son martyre).